# La Salle-de-Vihiers
La Salle-de-Vihiers és un municipi francès situat al departament de Maine i Loira i a la regió de País del Loira. L'any 2007 tenia 1.058 habitants.

## Demografia

### Població
El 2007 la població de fet de La Salle-de-Vihiers era de 1.058 persones. Hi havia 316 famílies de les quals 80 eren unipersonals (36 homes vivint sols i 44 dones vivint soles), 76 parelles sense fills, 144 parelles amb fills i 16 famílies monoparentals amb fills.
La població ha evolucionat segons el següent gràfic:
Habitants censats

### Habitatges
El 2007 hi havia 345 habitatges, 314 eren l'habitatge principal de la família, 5 eren segones residències i 26 estaven desocupats. 323 eren cases i 22 eren apartaments. Dels 314 habitatges principals, 220 estaven ocupats pels seus propietaris, 91 estaven llogats i ocupats pels llogaters i 3 estaven cedits a títol gratuït; 2 tenien una cambra, 18 en tenien dues, 38 en tenien tres, 77 en tenien quatre i 179 en tenien cinc o més. 251 habitatges disposaven pel capbaix d'una plaça de pàrquing. A 130 habitatges hi havia un automòbil i a 165 n'hi havia dos o més.

### Piràmide de població
La piràmide de població per edats i sexe el 2009 era:
| Homes | Edats   | Dones |
| ----- | ------- | ----- |
| 0     | 95 o +  | 24    |
| 4     | 90 a 94 | 36    |
| 4     | 85 a 89 | 56    |
| 16    | 80 a 84 | 32    |
| 12    | 75 a 79 | 52    |
| 12    | 70 a 74 | 36    |
| 8     | 65 a 69 | 28    |
| 16    | 60 a 64 | 36    |
| 12    | 55 a 59 | 32    |
| 12    | 50 a 54 | 24    |
| 16    | 45 a 49 | 8     |
| 16    | 40 a 44 | 16    |
| 40    | 35 a 39 | 36    |
| 12    | 30 a 34 | 24    |
| 28    | 25 a 29 | 16    |
| 16    | 20 a 24 | 32    |
| 20    | 15 a 19 | 16    |
| 24    | 10 a 14 | 52    |
| 28    | 5 a 9   | 24    |
| 0     | 0 a 4   | 24    |

## Economia
El 2007 la població en edat de treballar era de 538 persones, 433 eren actives i 105 eren inactives. De les 433 persones actives 404 estaven ocupades (217 homes i 187 dones) i 29 estaven aturades (6 homes i 23 dones). De les 105 persones inactives 38 estaven jubilades, 43 estaven estudiant i 24 estaven classificades com a «altres inactius».

### Ingressos
El 2009 a La Salle-de-Vihiers hi havia 322 unitats fiscals que integraven 864 persones, la mediana anual d'ingressos fiscals per persona era de 14.462 €.

### Activitats econòmiques
Dels 27 establiments que hi havia el 2007, 2 eren d'empreses alimentàries, 1 d'una empresa de fabricació d'altres productes industrials, 8 d'empreses de construcció, 4 d'empreses de comerç i reparació d'automòbils, 5 d'empreses d'hostatgeria i restauració, 1 d'una empresa d'informació i comunicació, 2 d'empreses immobiliàries, 3 d'empreses de serveis i 1 d'una empresa classificada com a «altres activitats de serveis».
Dels 11 establiments de servei als particulars que hi havia el 2009, 2 eren tallers de reparació d'automòbils i de material agrícola, 1 paleta, 1 guixaire pintor, 4 fusteries, 1 lampisteria, 1 perruqueria i 1 restaurant.
L'únic establiment comercial que hi havia el 2009 era una fleca.
L'any 2000 a La Salle-de-Vihiers hi havia 37 explotacions agrícoles que ocupaven un total de 1.176 hectàrees.

## Equipaments sanitaris i escolars
El 2009 hi havia una escola elemental. A La Salle-de-Vihiers hi havia 1 col·legi d'educació secundària i 1 liceu d'ensenyament general. Als col·legis d'educació secundària hi havia 170 alumnes i als liceus d'ensenyament general 123.

## Poblacions més properes
El següent diagrama mostra les poblacions més properes.